# Surinam na Letnich Igrzyskach Olimpijskich 1976
Surinam na Letnich Igrzyskach Olimpijskich 1976 reprezentowało trzech zawodników. Był to 4. start reprezentacji Surinamu na letnich igrzyskach olimpijskich.

## Skład kadry

### Judo
Mężczyźni
- Ricardo Elmont - waga średnia - 9. miejsce

### Lekkoatletyka
Mężczyźni
- Sammy Monsels

100 metrów - odpadł w ćwierćfinałach
200 metrów - odpadł w ćwierćfinałach
- Roy Bottse

800 metrów - odpadł w eliminacjach